# Randwick Park
Randwick Park est une banlieue résidentielle externe de la cité d’Auckland, située dans l’Île du Nord de la Nouvelle-Zélande.

## Caractéristiques
La banlieue avait un taux élevé de chômage et de criminalité au début des années 2000, mais après que le propriétaire d’un magasin de liqueurs ai été tué en 2008 , une association de résidents fut constituée pour améliorer les installations de la commune et la pratique du locale du sports  avec le soutien du Manurewa Local Board et du  programme des initiatives du conseil d’Auckland .
Elle fut nommée : Communité Mitre10  de l’année 2017.

## Démographie
Randwick Park, comprenant les zones statistiques de « Randwick Park East» et « Randwick Park West », avait une population de 6,150 personnes lors du recensement de 2018 en Nouvelle-Zélande, en augmentation de 375 personnes (soit 6,5 %) depuis le recensement de 2013 en Nouvelle-Zélande, et en augmentation de 597 personnes  (10,8 %) depuis le recensement de 2006 en Nouvelle-Zélande.
Il y avait 1 518 logements.
On comptait 3 057 hommes et 3 096 femmes, donnant un sexe-ratio de  0,99 homme pour une femme , avec 1 788 personnes (29,1 %) âgées de moins de 15 ans, 1 638 personnes (26,6 %) âgées de 15 à 29 ans, 2 454 personnes (39,9 %) âgées de 30 à 64 ans, et 270 personnes (4,4 %) âgées de 65 ans ou plus.
L’ethnicité était pour 21,1 % d’européens/Pākehā, 27,8 % de Māori, 37,7 % de personnes du Pacifique, 28,4 % d’origine asiatique et 3,4 % d’autres ethnicités (le total fait plus de 100 % dans la mesure où une personne peut s’identifier de multiples ethnicités).
La proportion de personnes nées outre-mer était de 38,4 %, comparée avec les 27,1 % au niveau national.
Bien que certaines personnes objectent à donner leur religion, 27,1 % n’ont aucune religion, 44,5 % étaient chrétiens, 9,7 % étaient hindouistes, 2,2 % étaient musulmans, 1,8 % étaient bouddhistes et 9,8 % d’une autre religion.
Parmi ceux d’au moins 15 ansd’âge, 561 personnes (12,9 %) avaient un niveau licence ou un degré supérieur et 897 personnes (20,6 %) n’avaient aucune qualification formelle. Le statut d’emploi de ceux d’au moins 15 ans était pour 2 286 personnes (soit  52,4 %) un emploi à plein temps , pour 465 personnes (10,7 %) était un emploi à temps partiel et 336 personnes (7,7 %) étaient sans emploi.

## Éducation
- L’école de Randwick Park  est une école primaire complète allant de l’année 1 à 8 avec un effectif de 640 élèvres[6].

La moitié des élèves ont des origines des îles du Pacifique  et environ le cinquième sont Māori.
Certaines classes sont enseignées en langue Māori.
- l’école :Te Kura Ākonga o Manurewa est une école primaire complète allant de l’année 1 à 8 avec un  effectif de 80 élèves[8].

L’école est enseignée principalement en langue Māori .
Les deux écoles sont mixtes et l’effectif est celui de mars 2021